# Каролина Эрбах-Фюрстенауская
Кароли́на Э́рбах-Фю́рстенауская (нем. Caroline von Erbach-Fürstenau; 29 сентября 1700, замок Фюрстенау, Михельштадт, Графство Эрбах — 7 мая 1758, Хильдбургхаузен, Герцогство Саксен-Гильдбурггаузен) — принцесса из Эрбахского дома, дочь Филиппа Карла, графа Эрбаха из Фюрстенау. Жена герцога Эрнста Фридриха II; в замужестве — герцогиня Саксен-Гильдбурггаузена.

## Биография
Каролина родилась 29 сентября 1700 года в замке Фюрстенау в Михельштажте. Она была дочерью Филиппа Карла, графа Эрбаха из Фюрстенау и Михельштадта, барона Бройберга от его первой супруги графини Шарлотты Амалии фон Куновиц.

### Брак и потомство
19 июня 1726 года в замке Фюрстенау Каролина сочеталась браком с Эрнстом Фридрихом II (17.12.1707 — 13.08.1745), герцогом Саксен-Гильдбурггаузена. В браке у супругов родились три сына и дочь:
- Эрнст Фридрих Карл (10.06.1727 — 23.09.1780), наследный принц Саксен-Гильдбурггаузенский, с 1745 года герцог Саксен-Гильдбурггаузена под именем Эрнста Фридриха III;
- Фридрих Август Альбрехт (1728 — 1735), умер в младенческом возрасте;
- Фридрих Вильгельм Ойген[нем.] (8.10.1730 — 4.12.1795), принц Санксен-Гильдбурггаузенский, генерал в армиях Саксен-Гильдбурггазена и Дании;
- София Амалия Каролина[англ.] (21.07.1732 — 19.06.1799), принцесса Саксен-Гильдбурггаузенская, в 1749 году сочеталась браком князем Людвигом фон Гогенлоэ-Нойенштейном из Эрингена (1723 — 1805).

После свадьбы, Каролина и Эрнст Фридрих некоторое время жили в Кёнигсберг-ин-Байерне, где у них и родился первенец. В 1730 году герцог построил для жены дворец развлечений Каролиненбург. В 1744 году им был расширен замок Эйсфельд, ставший резиденцией Каролины.

### Регент
Овдовев в 1745 году, она стала регентом при своём несовершеннолетнем сыне. Указ Каролины от 1746 года содержал меры против «бродячих цыган и нищих», вплоть до смертной казни. Она реструктурировала Уголовно-процессуальный кодекс и запретила продажу вотчин, аллодов и товаров без разрешения суверена. В 1746 году ею был издан указ против «бродячих цыган и нищих», вплоть до смертной казни последних. В судебном процессе, возбужденном герцогством Саксен-Майнинген из-за спора вокруг Зоннефельда, Каролина поручила представлять интересы герцогства Саксен-Гильдбурггаузен тайному советнику Иоганну Себастьяну Кобе фон Коппенфельсу, который смог повести ход судебного разбирательства в выгодном для неё направлении.